# Hiroki Sakai
Hiroki Sakai (jap. 酒井宏樹 Sakai Hiroki;  ur. 12 kwietnia 1990 w Kashiwie) – japoński piłkarz występujący na pozycji obrońcy we francuskim klubie Olympique Marsylia oraz w reprezentacji Japonii.

## Kariera klubowa
Sakai treningi rozpoczął w drużynie Kashiwa Reysol. W 2009 roku został włączony do jego pierwszej drużyny, grającej w J. League. W tym samym roku przebywał na wypożyczeniu w brazylijskim Mogi Mirim EC. W 2010 roku wrócił do Kashiwy, grającej już w J2 League. W tym samym roku awansował z nią do J. League. W tych rozgrywkach zadebiutował 23 kwietnia 2011 roku w wygranym 1:0 pojedynku z Omiya Ardija. W sezonie 2011 wraz z zespołem zdobył mistrzostwo Japonii. 11 marca 2012 roku w zremisowanym 3:3 spotkaniu z Yokohama F. Marinos strzelił pierwszego gola w J. League.
W 2012 roku Sakai odszedł do niemieckiego Hannoveru 96.

## Kariera reprezentacyjna
W 2012 roku Sakai został powołany do reprezentacji Japonii U-23 na Letnie Igrzyska Olimpijskie. Zagrał na nich w meczach z Hiszpanią (1:0), Egiptem (3:0), Meksykiem (1:3) i Koreą Południową (0:2), po czym wraz z zespołem zakończył turniej na 4. miejscu.
W pierwszej reprezentacji Japonii Sakai zadebiutował 23 maja 2012 roku w wygranym 2:0 towarzyskim meczu z Azerbejdżanem.